# Úrvalsdeild 1997
La Úrvalsdeild 1997 fu la 86ª edizione della massima serie del campionato di calcio islandese disputata tra il 19 maggio e il 27 settembre 1997 e conclusa con la vittoria del ÍBV, al suo secondo titolo.
Capocannoniere del torneo fu Tryggvi Guðmunðsson (ÍBV) con 19 reti.

## Formula
Come nella stagione precedente le squadre partecipanti furono dieci e si incontrarono in un turno di andata e ritorno per un totale di diciotto partite.
Le ultime due classificate retrocedettero in 1. deild karla.
Le squadre qualificate alle coppe europee furono quattro: i campioni alla UEFA Champions League 1998-1999, la seconda alla Coppa UEFA 1998-1999, il vincitore della coppa nazionale alla Coppa delle Coppe 1998-1999 e un'ulteriore squadra alla Coppa Intertoto 1998.

## Squadre partecipanti
| Club         | Città          | Stadio | Posizione 1996     |
| ------------ | -------------- | ------ | ------------------ |
| Stjarnan     | Garðabær       |        | 6°                 |
| ÍBV          | Vestmannaeyjar |        | 4°                 |
| Valur        | Reykjavík      |        | 5°                 |
| KR           | Reykjavík      |        | 2°                 |
| Grindavík    | Grindavík      |        | 7°                 |
| Skallagrímur | Borgarbyggð    |        | 2. deild           |
| ÍA           | Akranes        |        | Campione d'Islanda |
| Keflavík     | Keflavík       |        | 8°                 |
| Fram         | Reykjavík      |        | 2. deild           |
| Leiftur      | Fjallabyggð    |        | 3°                 |

## Classifica finale
|                    | Pos. | Squadra      | Pt | G  | V  | N | P  | GF | GS | DR  |
| ------------------ | ---- | ------------ | -- | -- | -- | - | -- | -- | -- | --- |
| Islanda (bandiera) | 1.   | ÍBV          | 40 | 18 | 12 | 4 | 2  | 44 | 17 | +27 |
|                    | 2.   | ÍA           | 35 | 18 | 11 | 2 | 5  | 42 | 24 | +18 |
|                    | 3.   | Leiftur      | 30 | 18 | 8  | 6 | 4  | 27 | 17 | +10 |
|                    | 4.   | Fram         | 29 | 18 | 8  | 5 | 5  | 29 | 23 | +6  |
|                    | 5.   | KR           | 27 | 18 | 7  | 6 | 5  | 38 | 23 | +15 |
|                    | 6.   | Keflavík     | 24 | 18 | 7  | 3 | 8  | 21 | 28 | -7  |
|                    | 7.   | Grindavík    | 22 | 18 | 6  | 4 | 8  | 21 | 29 | -8  |
|                    | 8.   | Valur        | 21 | 18 | 6  | 3 | 9  | 21 | 36 | -15 |
|                    | 9.   | Skallagrímur | 15 | 18 | 4  | 3 | 11 | 19 | 40 | -21 |
|                    | 10.  | Stjarnan     | 7  | 18 | 1  | 4 | 13 | 14 | 39 | -25 |

Legenda:

      Campione d'Islanda e ammesso alla UEFA Champions League
      Ammesso alla Coppa delle Coppe
      Ammesso alla Coppa UEFA
      Ammesso alla Coppa Intertoto
      Retrocesso in 2. deild karla
Note:

Tre punti a vittoria, uno a pareggio, zero a sconfitta.

### Verdetti
- ÍBV Campione d'Islanda 1997 e qualificato alla UEFA Champions League
- ÍA qualificato alla Coppa UEFA
- Keflavík qualificato alla Coppa delle Coppe
- Leiftur qualificato alla Coppa Intertoto
- Skallagrímur e Stjarnan retrocesse in 1. deild karla.